# Xenosoma bryki
Xenosoma bryki är en fjärilsart som beskrevs av Erich Martin Hering 1943. Xenosoma bryki ingår i släktet Xenosoma och familjen björnspinnare. Inga underarter finns listade i Catalogue of Life.